# Non-player character
Een non-playable character (NPC) ("niet-speelbaar personage") is een personage in een spel dat niet wordt bestuurd door een speler. De precieze definitie verschilt, afhankelijk van het soort spel. Bij computerspellen betekent dit meestal dat het personage bestuurd wordt door een computer die een voorgeprogrammeerde set gedragingen heeft. In traditionele bordspellen is de term van toepassing op de personages die bestuurd worden door de gamemaster.

## Rollenspellen
In een rollenspel (zoals Dungeons & Dragons) is een NPC een personage bestuurd door de gamemaster. NPC's zijn de bewoners van de fictieve wereld van het spel, en ze kunnen elke rol innemen die niet bezet is door een speler. NPC's kunnen vrienden, omstanders of vijanden zijn van de spelers. NPC's kunnen ook variëren in detail. Sommige kunnen enkel maar een kleine beschrijving zijn ("je ziet een vrouw in de hoek van de kamer staan"), maar andere kunnen een compleet pakket aan statistieken bevatten en hun eigen achtergrondverhaal.
Er is discussie over hoeveel werk een gamemaster moet steken in de statistieken van een belangrijke NPC; sommige spelers geven hun voorkeur aan compleet gedefinieerde NPC's met statistieken, vaardigheden en uitrusting, terwijl andere alleen maar definiëren wat onmiddellijk nodig is en ze de rest invullen wanneer het spel vordert. Er is ook discussie over hoe belangrijk volledig uitgewerkte NPC's zijn in om het even welke RPG, maar er is een algemene consensus over dat hoe realistischer een NPC voelt, hoe meer plezier de spelers, in de huid van hun eigen personage, hebben als ze interactie hebben met de NPC.

### Bespeelbaarheid
In sommige spellen en in sommige omstandigheden kan een speler zonder bespeelbaar personage (player character, afgekort 'PC') tijdelijk de controle over een NPC nemen. De reden hiervoor varieert, maar vaak is dit omdat de speler geen PC heeft binnen de groep en voor één sessie een NPC bespeelt of de PC van de speler kan voor enige tijd niets doen (bijvoorbeeld omdat hij gewond is of zich op een andere locatie bevindt). Nochtans zijn deze personages ontworpen en normaal gesproken bestuurd door de gamemaster. Wanneer spelers de opportuniteit krijgen om tijdelijk de controle over een NPC te krijgen geeft dit hun een ander perspectief over de plot van het spel. Sommige systemen zoals Nobilis, moedigen dit aan in hun regels.W
In minder traditionele RPG's is de controle over NPC's en PC's minder strikt gescheiden tussen speler en spelleider. In dit geval kan de grens tussen NPC en PC heel vaag zijn.

### Afhankelijkheid
In vele spelsystemen zijn er regels voor personages in het positief ondersteunen van bondgenoten in de vorm van NPC-volgelingen; ingehuurde handen, of andere afhankelijke statussen voor de PC. Personages kunnen soms helpen in het ontwerpen, rekruteren of ontwikkelen van de NPC's.
In het spel Champions bijvoorbeeld (en gerelateerde spellen die gebruikmaken van het Hero Systeem), kan een personage een dependent non-player character of afgekort DNPC (Nederlands: afhankelijk niet-bespeelbaar personage) zijn. Dit is een personage dat bestuurd wordt door de gamemaster, maar op een bepaalde manier toch de verantwoordelijkheid van de PC is. Die kan in gevaar komen door de keuzes van de PC.

## Computerspellen
In een computer role-playing game of ander computerspel is een NPC een computergestuurd personage, dat als vijand of als vriend optreedt en (vaak door middel van kunstmatige intelligentie) is geprogrammeerd om bepaalde gedragspatronen te volgen. Hij of zij is vaak belangrijk voor de verhaallijn van het spel, in sommige spellen zijn NPC's ook de enige personages die kunnen praten.